# Fontvieille
 Fontvieille  es una localidad y comuna  de Francia, en la región de Provenza-Alpes-Costa Azul, departamento de Bocas del Ródano, en el distrito de Arlés y cantón de Arlés-Este.
Su población en el censo de 1999 era de 3.456 habitantes. La aglomeración urbana la forma la propia comuna.
Está integrada en la  Communauté de communes de la Vallée des Baux .

## Demografía
| 2388 | 2440 | 2935 | 3374 | 3642 | 3456 |
| Para los censos de 1962 a 1999 la población legal corresponde a la población sin duplicidades (Fuente: INSEE [Consultar]) |      |      |      |      |      |